# Вайнтрауб, Борис Григорьевич
Борис Григорьевич Вайнтрауб (16 августа 1904 — 1990) — советский военачальник, генерал-майор (1954).
Родился в Ростове-на-Дону. После окончания 7 классов работал подсобным
рабочим на заводе.
В 1924 г. призван в РККА. Участвовал в борьбе с бандитизмом в Чечне. Член РКП(б) с марта 1925 г. В 1927 окончил пехотную школу. В 1932—1936 учился в Военной академии РККА имени М. В. Фрунзе в Москве. Командир стрелкового полка, потом помощник начальника штаба 26-й стрелковой дивизии.
31 января 1938 года арестован НКВД как контрреволюционер-троцкист, но потом дело в отношении него было прекращено.
В июле-августе 1941 года и. о. командира 437-го стрелкового полка. Потом был начальником оперативного отделения и штаба  154-й стрелковой дивизии. С 10 июня 1944 г. начальник штаба 80-го Померанского стрелкового корпуса.
В 1951 г. окончил Высшие курсы при Академии Генштаба им. Ворошилова. В 1954 г. присвоено
звание генерал-майор.
С 1957 г. начальник организационно-мобилизационного управления Прикарпатского военного округа.
С 1966 г. в отставке. Жил в Ростове-на-Дону.
Награды: орден Ленина, орден Кутузова 2 степени, три ордена Красного Знамени, три ордена Отечественной войны 1 степени, орден Красной Звезды, медаль «XX лет РККА», другие медали.
Почетный гражданин г. Хвастовичи (Калужская область).